# Carl Becker
Carl Becker, född 4 november 1995, är en svensk före detta professionell ishockeyspelare som spelar för Piteå HC i Hockeyettan. Hans moderklubb är Munksunds SSK.